# Otto Dahlem (Obstzüchter)
Otto Dahlem (* 16. Februar 1872 in Ibersheim; † 28. Juli 1931 ebenda) war ein deutscher Obstzüchter und Hoflieferant für den Großherzoglichen Hof des Ernst Ludwig (Hessen-Darmstadt) in Darmstadt.

## Leben
Dahlem wurde als Sohn von Jakob Dahlem (1838–1887) und Magdalena, geborene Forrer (1843–1943) geboren. Er war verheiratet mit Anna Margarethe Heyl (1874–1960). Die Ehe blieb kinderlos.

## Anlage

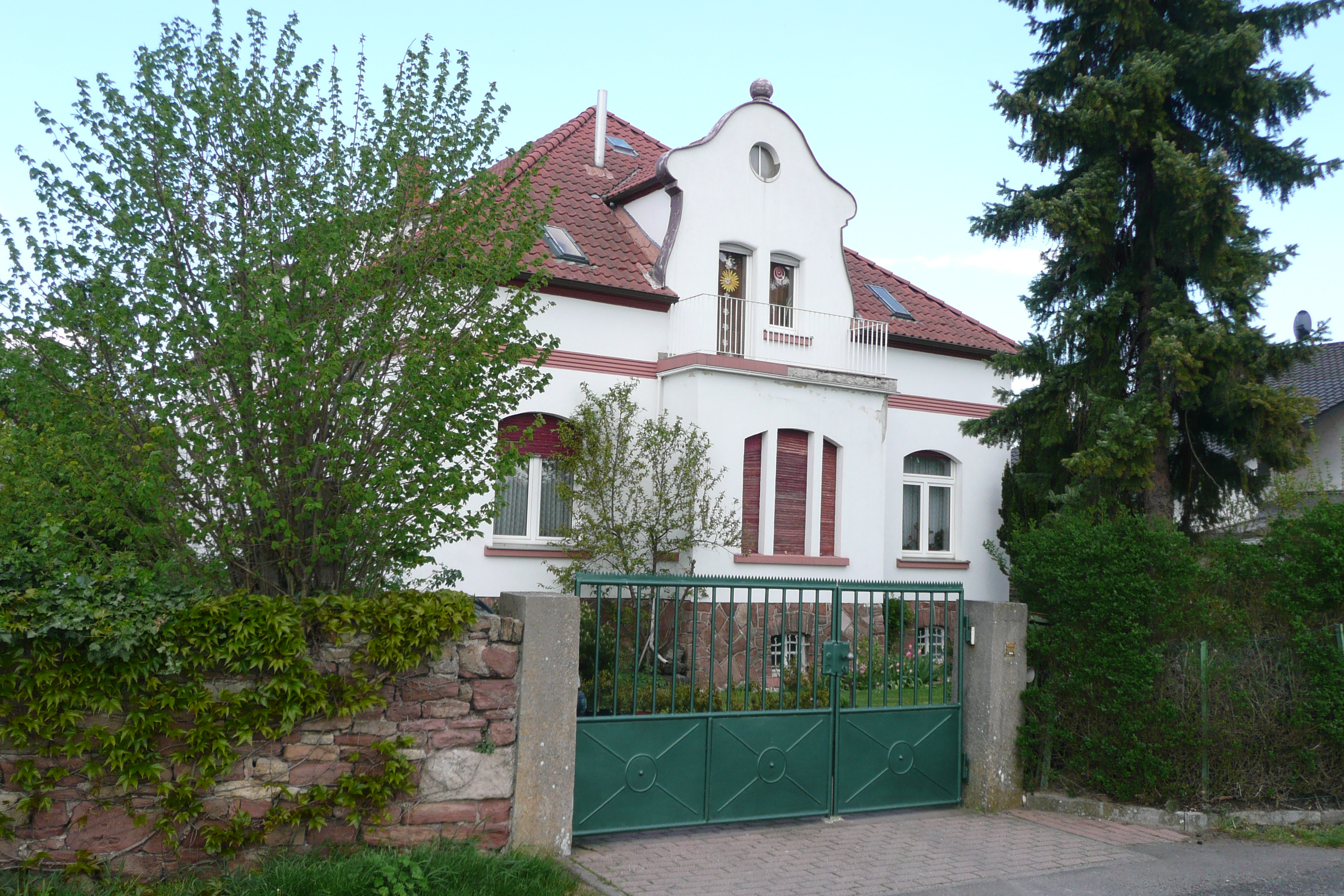
Villa Dahlem in Ibersheim

Um 1900 errichtete Dahlem eine Spalierobstanlage mit ca. 2200 Bäumen, vorwiegend mit den Sorten Baumanns Renette, Goldparmäne, Luikenapfel, Weißer Winter-Calville.
Mit seinem Tafelobst war er Hoflieferant des letzten hessischen Großherzogs Ernst Ludwig von Hessen.

## Ehrungen
- Bronzene Staatsmedaille für Ausstellungen, Großherzogtum Hessen, nach dem 23. Oktober 1904, auf Vorschlag des Preisgerichts der Internationalen Kunst- und Großen Gartenbau-Ausstellung in Düsseldorf 1904[4]

## Schriften
- Hausbackene Gedanken zur Kriegszeit. In: Die Gartenwelt (1916), S. 508–509.
- Erbauliches über den Kampf gegen das Ungeziefer im Obstbau. In: Die Gartenwelt (1916), S. 515–516.
- Förderung der Obstzucht im Hausgarten. In: Die Gartenwelt (1916), S. 591–592.
- Auf der Suche nach alten Apfelsorten aus Worms. In: Wormser Zeitung, 26. Juli 2017.[5]
- Prinzenapfel. In: Altbewährte Apfel- und Birnensorten. Bayerischer Landesverband für Gartenbau und Landespflege e.V. (2017), S. 34.